# Otto Kohler

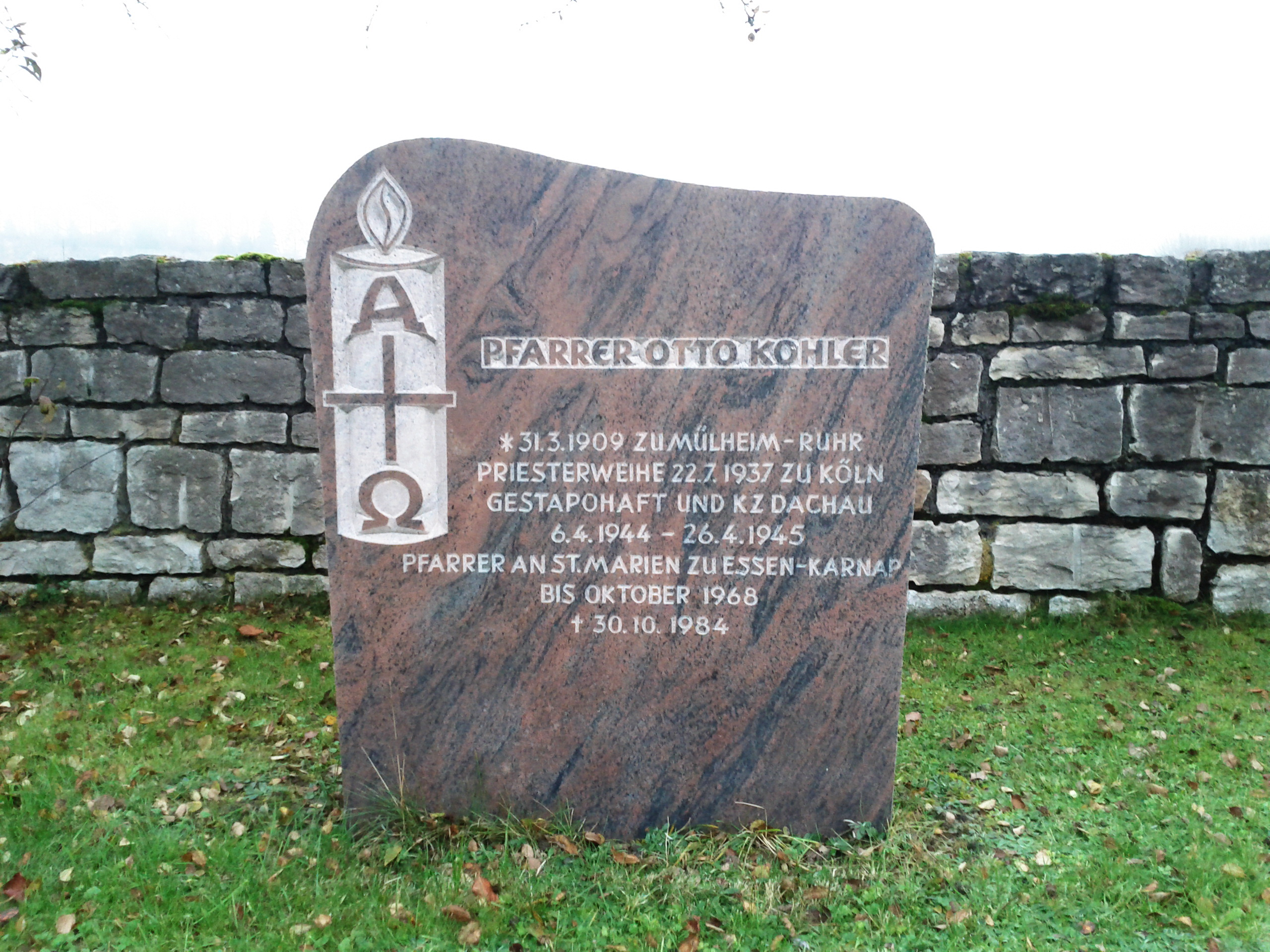
Grabstein von Otto Kohler in Veringenstadt-Deutstetten

Otto Johannes Wilhelm Kohler (* 31. März 1909 in Mülheim an der Ruhr; † 31. Oktober 1984 in Veringenstadt) war katholischer Geistlicher und im KZ Dachau inhaftiert.

## Leben

### Ausbildung und erste Anstellungen
Otto Kohler studierte als Bewohner des Collegium Albertinum an der Universität Bonn sowie anschließend im Priesterseminar in Bensberg, dem heutigen Kardinal-Schulte-Haus, katholische Theologie und empfing am 22. Juli 1937 im Hohen Dom zu Köln von Erzbischof Karl Joseph Kardinal Schulte die Priesterweihe. Nach Aushilfsstellen in Mülheim an der Ruhr (St. Marien) und Leverkusen-Wiesdorf (Herz Jesu) wurde er am 22. November 1937 zur priesterlichen Mitarbeit ins Erzbistum Freiburg beurlaubt, wo er Kaplansstellen in Jestetten (St. Benedikt) und an der Wallfahrtsbasilika St. Georg in Walldürn übernahm. Im Oktober 1938 kehrte er ins Erzbistum Köln zurück und wurde nach einer weiteren Aushilfe in Mönchengladbach-Bettrath (Herz Jesu) am 17. Februar 1939 zum Kaplan in Leichlingen (St. Johann Baptist) ernannt. Am 27. September 1940 erfolgte zunächst seine Versetzung auf eine der Kaplansstellen von St. Theodor in Köln-Vingst und am 4. Juni 1943 schließlich seine Berufung zum Kaplan in Oberhausen-Styrum (St. Joseph).

### Verhaftung und Verschleppung nach Dachau
Nachdem er einem aus dem Messelager Köln geflohenen getauften Juden Unterschlupf gewährt hatte, wurde Kohler am 5. April 1944 von der Gestapo festgenommen und unter dem Vorwurf des Vergehens gegen die Nürnberger Rassengesetze und des Missbrauchs seines geistlichen Amtes inhaftiert. Am 27. August 1944 erfolgte seine Überstellung in den Pfarrerblock des KZ Dachau. Bei dessen Auflösung musste auch Kohler zu einem der berüchtigten Todesmärsche antreten, in dessen Verlauf er jedoch am 26. April 1945 fliehen konnte. Er fand Zuflucht bei den Jesuiten im Haus Rottmannshöhe in Assenhausen am Starnberger See.

### Rückkehr und weiterer Dienst
Nach seiner Rückkehr in die Heimat konnte Kohler gesundheitsbedingt erst nach Jahren wieder in den Dienst eintreten und wurde mit Wirkung vom 1. Februar 1951 zum Kaplan in Oberhausen-Lirich (St. Katharina) ernannt, bevor Bischof Franz Hengsbach ihn im neugegründeten Bistum Essen am 29. Oktober 1959 zum Pfarrer von St. Marien in Essen-Karnap bestellte. Dort zeichnete Kohler vor allem für den Neubau der von Hans Schilling entworfenen Marienkirche sowie des Pfarrhauses und des Pfarrheimes verantwortlich. Bedingt durch die in der NS-Verfolgung erlittenen gesundheitlichen Schäden musste er bereits nach weniger als zehn Jahren um seine Versetzung in den Ruhestand nachsuchen, welche zum 1. Oktober 1968 gewährt wurde. Nach seiner Pensionierung verlegte Kohler seinen Wohnsitz nach Veringenstadt (St. Nikolaus), wo er nach seinem Tode im Jahre 1984 auf dem Friedhof Deutstetten bestattet wurde.

### Ehrung
Otto Kohler wurde 1982 das Bundesverdienstkreuzes 1. Klasse als Auszeichnung für seine mutige Haltung während der NS-Diktatur verliehen.